# Ordre de bataille confédéré d'Opequon
L'ordre de bataille confédéré d'Opequon présente les unités et commandants de l'armée des États Confédérés qui ont combattu lors de la bataille d'Opequon le 19 septembre 1864. L'ordre de bataille unioniste est indiqué séparément.

## Abréviations utilisées

### Grade militaire
- Général
- Lieutenant général
- Major général
- Brigadier général
- Colonel
- Lieutenant-colonel
- Commandant
- Capitaine
- Premier lieutenant

### Autre
- (b) = blessé
- mb = mortellement blessé
- † = tué
- (PDG) = capturé

## Armée du district de la vallée
Lieutenant général Jubal Early
État-major :
Adjudant-général:  Lieutenant-colonel Alexander Pendleton

### Corps de Breckinridge
Major général John C. Breckinridge
État-major :
Chef de l'artillerie :  Lieutenant-colonel John Floyd King
| Division                                                                               | Brigade | Régiments et autres |
| -------------------------------------------------------------------------------------- | --- | --- |
| Division de Breckinridge Brigadier général Gabriel C. Wharton                          | Brigade de Smith Colonel Thomas Smith                                                                                               | - 36th Virginia Infantry : Colonel Thomas Smith - 60th Virginia Infantry - 45th Virginia Infantry Battalion - Légion de Thomas (Caroline du Nord) : Colonel James R. Love II                                                                                               |
| Division de Breckinridge Brigadier général Gabriel C. Wharton                          | Brigade de Forsberg Colonel Augustus Forsberg (b) Commandant William A. Yonce mb                                                    | - 45th Virginia Infantry - 51st Virginia Infantry: Commandant William A. Yonce mb - 30th Virginia Sharpshooters Battalion: Capitaine Stephen Adam (b) |
| Division de Breckinridge Brigadier général Gabriel C. Wharton                          | Brigade de Patton Colonel George S. Patton mb                                                                                       | - 22nd Virginia Infantry : Lieutenant-colonel John C. McDonald - 23rd Virginia Infantry Battalion : Lieutenant-colonel Clarence Derrick - 26th Virginia Infantry Battalion : Lieutenant-colonel George M. Edgar                                                            |
| Division de Gordon Major général John B. Gordon                                        | Brigade d'Evans Colonel Edmund N. Atkinson                                                                                          | - 13th Georgia Infantry - 26th Georgia Infantry : Colonel Edmund N. Atkinson - 31st Georgia Infantry - 38th Georgia Infantry - 60th Georgia Infantry - 61st Georgia Infantry - 12th Georgia Infantry Battalion                                                             |
| Division de Gordon Major général John B. Gordon                                        | Brigade de Terry Brigadier général William R. Terry                                                                                 | - 2nd, 4th, 5th, 27th, et 33rd Virginia Infantry (SBrigade de Stonewall) : Colonel John H.S. Funk mb - 21st, 25th, 43rd, 44th, 48th, et 50th Virginia Infantry : Colonel Robert H. Dungan - 10th, 23rd, et 37th Virginia Infantry : Lieutenant-colonel Samuel Saunders (b) |
| Division de Gordon Major général John B. Gordon                                        | Brigade d'York Brigadier général Zebulon York (b) Colonel William R. Peck                                                           | - 5th, 6th, 7th, 8th, et 9th Louisiana Infantry : Colonel William R. Peck - 1st, 2nd, 10th, 14th, et 15th Louisiana Infantry : Colonel Eugene Waggaman |
| Division de Rodes Major général Robert E. Rodes (†) Brigadier général Cullen A. Battle | Brigade de Battle Brigadier général Cullen Battle Colonel Samuel B. Pickens (b) Colonel Charles Forsyth                             | - 3rd Alabama Infantry : Colonel Charles Forsyth - 5th Alabama Infantry - 6th Alabama Infantry - 12th Alabama Infantry - 61st Alabama Infantry |
| Division de Rodes Major général Robert E. Rodes (†) Brigadier général Cullen A. Battle | Brigade de Grimes Brigadier général Bryan Grimes                                                                                    | - 32nd North Carolina Infantry - 43rd North Carolina Infantry - 45th North Carolina Infantry : Colonel John R. Winston - 53rd North Carolina Infantry - 2nd North Carolina Infantry Battalion                                                                              |
| Division de Rodes Major général Robert E. Rodes (†) Brigadier général Cullen A. Battle | Brigade de Cox Colonel William R. Cox                                                                                               | - 1st North Carolina Infantry - 2nd North Carolina Infantry - 3rd North Carolina Infantry - 4th North Carolina Infantry - 14th North Carolina Infantry - 30th North Carolina Infantry                                                                                      |
| Division de Rodes Major général Robert E. Rodes (†) Brigadier général Cullen A. Battle | Brigade de Cook Brigadier général Philip Cook                                                                                       | - 4th Georgia Infantry - 12th Georgia Infantry - 21st Georgia Infantry - 44th Georgia Infantry |
| Division de Ramseur Major général Stephen D. Ramseur                                   | Brigade de Pegram Brigadier général John Pegram                                                                                     | - 13th Virginia Infantry : Lieutenant-colonel George A. Goodman (b), (PDG) - 31st Virginia Infantry - 49th Virginia Infantry - 52nd Virginia Infantry - 58th Virginia Infantry                                                                                             |
| Division de Ramseur Major général Stephen D. Ramseur                                   | Brigade de Hoke Brigadier général Archibald C. Godwin (†) Lieutenant-colonel Anderson Ellis (b) Lieutenant-colonel William S. Davis | - 6th North Carolina Infantry - 21st North Carolina Infantry - 54th North Carolina Infantry : Lieutenant-colonel Anderson Ellis - 57th North Carolina Infantry : Commandant John Beard                                                                                     |
| Division de Ramseur Major général Stephen D. Ramseur                                   | Brigade de Johnston Brigadier général Robert D. Johnston                                                                            | - 5th North Carolina Infantry - 12th North Carolina Infantry - 20th North Carolina Infantry : Colonel Thomas F. Toon - 23rd North Carolina Infantry : Colonel Charles C. Blacknall                                                                                         |
| Artillerie Colonel Thomas H. Carter                                                    | Bataillon de Braxton Commandant Carter M. Braxton                                                                                   | - Artillerie d'Allegheny (Virginie) : Capitaine John C. Carpenter - Batterie de Lee (Virginie) : Capitaine William W. Hardwick - Batterie de Stafford (Virginie): Capitaine Raleigh Cooper                                                                                 |
| Artillerie Colonel Thomas H. Carter                                                    | Bataillon de McLaughlin Commandant William McLaughlin                                                                               | - Batterie de Lewisburg (Virginie) : Capitaine Thomas Bryan - Batterie de Monroe (Virginie): Capitaine George B. Chapman - Batterie de la légion de Wise (Virginie) : Capitaine William M. Lowry                                                                           |
| Artillerie Colonel Thomas H. Carter                                                    | Bataillon de Nelson Commandant William Nelson                                                                                       | - Batterie d'Amherst Battery (Virginie) : Capitaine Thomas J. Kirkpatrick - Artillerie de Fluvanna (Virginie) : Capitaine Charles G. Snead - Batterie régulière de Géorgie : Lt. Thomas A. Maddox                                                                          |

### Corps de cavalerie
Major général Fitzhugh Lee
| Division                                           | Brigade                                                   | Regiments et autres |
| -------------------------------------------------- | --------------------------------------------------------- | --- |
| Division de Lee Brigadier général Williams Wickham | Brigade de Lomax Colonel William Payne                    | - 5th Virginia Cavalry - 6th Virginia Cavalry - 15th Virginia Cavalry |
| Division de Lee Brigadier général Williams Wickham | Brigade de Wickham Colonel Thomas Munford                 | - 1st Virginia Cavalry - 2nd Virginia Cavalry - 3rd Virginia Cavalry - 4th Virginia Cavalry |
| Division de Lee Brigadier général Williams Wickham | Artillerie montée Commandant James Breathed               | - 1st Stuart Horse Artillery (Virginie) : Capitaine Philip P. Johnston - Batterie Beauregard de Lynchburg : Capitaine John J. Shoemaker |
| Division de Lomax Major général Lunsford L. Lomax  | Brigade d'Imboden Colonel George H. Smith                 | - 18th Virginia Cavalry - 23rd Virginia Cavalry : Lieutenant-colonel Charles T. O'Ferrall - 62nd Virginia Mounted Infantry |
| Division de Lomax Major général Lunsford L. Lomax  | Brigade de Johnson Brigadier général Bradley T. Johnson   | - 1st Maryland Cavalry Battalion - 2nd Maryland Cavalry Battalion - 8th Virginia Cavalry - 21st Virginia Cavalry - 27th Virginia Cavalry Battalion - 36th Virginia Cavalry Battalion - 37th Virginia Cavalry Battalion : Lieutenant-colonel James R. Claiburne                   |
| Division de Lomax Major général Lunsford L. Lomax  | Brigade de McCausland Colonel Milton Ferguson             | - 14th Virginia Cavalry - 16th Virginia Cavalry - 17th Virginia Cavalry - 22nd Virginia Cavalry : Colonel John T. Radford |
| Division de Lomax Major général Lunsford L. Lomax  | Brigade de Jackson Lieutenant-colonel William P. Thompson | - 19th Virginia Cavalry - 20th Virginia Cavalry - 46th Virginia Cavalry Battalion - 47th Virginia Cavalry Battalion |
| Division de Lomax Major général Lunsford L. Lomax  | Brigade de Vaughn Lieutenant-colonel Onslow Bean          | - 16th Georgia Cavalry Battalion - 1st Tennessee Cavalry - 12th Tennessee Cavalry Battalion - 16th Tennessee Cavalry Battalion - 39th Tennessee Mounted Infantry - 43rd Tennessee Mounted Infantry - 59th Tennessee Mounted Infantry - 60th–61st–62nd Tennessee Mounted Infantry |
| Division de Lomax Major général Lunsford L. Lomax  | Artillerie montée                                         | - Batterie de Charlottesville (Virginie) : Capitaine Thomas Jackson - Batterie de Roanoke (Virginie) : Capitaine Warren Lurty - Batterie de Staunton (Virginie) : Capitaine John H. McClanahan                                                                                   |

## Sources
- Patchan, Scott C. The Last Battle of Winchester: Phil Sheridan, Jubal Early, and the Shenandoah Valley Campaign August 7 – September 19, 1864. El Dorado Hills, California: Savas Beatie, 2013.  (ISBN 978-1-932714-98-2)978-1-932714-98-2.